# روبرت هامر (صحفي)
روبرت هامر (بالإنجليزية: Rupert Hamer)‏ هو صحفي بريطاني، ولد في 28 فبراير 1970 في شرق أنجليا في المملكة المتحدة، وتوفي في 9 يناير 2010 في ولاية هلمند في أفغانستان.